# Emma Johansson (zapaśniczka)
Emma Margareta Charlotte Johansson (ur. 23 czerwca 1997) – szwedzka zapaśniczka walcząca w stylu wolnym. Zajęła piąte miejsce na mistrzostwach Europy w 2018. Mistrzyni nordycka w 2016. Ósma w Pucharze Świata w 2018. 
Trzecia na ME U-23 w 2019. Wicemistrzyni Europy juniorów w 2016. 